# Doug Davis
Pour les articles homonymes, voir Davis.
Douglas Davis, né le 21 septembre 1975 à Sacramento (Californie) aux États-Unis, est un joueur américain de baseball qui a évolué en Ligue majeure de baseball de 1999 à 2011.

## Carrière
Doug Davis est drafté une première fois dès la fin de ses études secondaires, le 3 juin 1993, par les Dodgers de Los Angeles. Il refuse l'offre et suit des études supérieures au City College of San Francisco puis au Diablo Valley College.
Davis rejoint les rangs professionnels après la draft du 4 juin 1996 au cours de laquelle il est sélectionné par les Rangers du Texas. Il débute en Ligue majeure le 9 août 1999.
Il passe chez les Blue Jays de Toronto le 30 avril 2003. Libéré de son contrat le 11 juillet 2003, il signe chez les Brewers de Milwaukee le 14 juillet 2003.
Davis est échangé le 25 novembre 2006 aux Diamondbacks de l'Arizona à l'occasion d'un échange impliquant plusieurs joueurs.
Atteint d'un cancer de la thyroïde, il est opéré en avril 2008 et est de retour sur les terrains de Ligue majeure dès le 23 mai 2008.
En janvier 2010, il signe un contrat d'un an et une année d'option avec les Brewers de Milwaukee.
Il rejoint les Cubs de Chicago le 12 avril 2011 via un contrat de ligues mineures. Avec une fiche d'une victoire et sept défaites et une moyenne de points mérités de 6,50 en neuf départs, Davis est libéré par les Cubs le 29 juin. Il ne joue que 9 matchs, tous comme lanceur partant, pour les Cubs, encaissant 7 défaites contre une seule victoire en 2011 avec une moyenne de points mérités de 6,50.
Le 12 mai 2012, Davis rejoint les Royals de Kansas City.